# Nuoto ai campionati mondiali di nuoto 2019 - 200 metri stile libero maschili
La gara di nuoto dei 200 metri stile libero maschili dei campionati mondiali di nuoto 2019 è stata disputata il 22 luglio e il 23 luglio presso il Nambu International Aquatics Centre di Gwangju. Vi hanno preso parte 66 atleti provenienti da 58 nazioni.
La competizione è stata vinta dal nuotatore cinese Sun Yang, l'argento è andato al giapponese Katsuhiro Matsumoto, mentre il bronzo è stato assegnato ex aequo al russo Martin Maljutin e al britannico Duncan Scott.

## Podio
| Posizione | Atleta              | Nazionalità   |
| --------- | ------------------- | ------------- |
| Oro       | Sun Yang            | Cina          |
| Argento   | Katsuhiro Matsumoto | Giappone      |
| Bronzo    | Martin Maljutin     | Russia        |
| Bronzo    | Duncan Scott        | Gran Bretagna |

## Programma
| Data           | Ora (UTC+9) | Turno      |
| -------------- | ----------- | ---------- |
| 22 luglio 2019 | 10:57       | Batterie   |
| 22 luglio 2019 | 21:12       | Semifinali |
| 23 luglio 2019 | 20:02       | Finale     |

## Record
Prima della manifestazione il record del mondo e il record dei campionati erano i seguenti.
| Record mondiale       | 1'42"00 | Paul Biedermann Germania | 28 luglio 2009 Roma, Italia |
| Record dei campionati | 1'42"00 | Paul Biedermann Germania | 28 luglio 2009 Roma, Italia |

Nel corso della competizione non sono stati migliorati.

## Risultati

### Batterie
| Pos. | Batteria | Corsia | Atleta              | Nazionalità          | Tempo   | Note             |
| ---- | -------- | ------ | ------------------- | -------------------- | ------- | ---------------- |
| 1    | 7        | 2      | James Guy           | Gran Bretagna        | 1'46"18 | Q                |
| 2    | 5        | 4      | Sun Yang            | Cina                 | 1'46"22 | Q                |
| 3    | 7        | 5      | Martin Maljutin     | Russia               | 1'46"29 | Q                |
| 4    | 5        | 5      | Kyle Chalmers       | Australia            | 1'46"36 | Q                |
| 5    | 6        | 4      | Duncan Scott        | Gran Bretagna        | 1'46"45 | Q                |
| 6    | 6        | 6      | Fernando Scheffer   | Brasile              | 1'46"46 | Q                |
| 7    | 7        | 3      | Katsuhiro Matsumoto | Giappone             | 1'46"51 | Q                |
| 8    | 5        | 3      | Dominik Kozma       | Ungheria             | 1'46"55 | Q                |
| 9    | 7        | 4      | Danas Rapšys        | Lituania             | 1'46"60 | Q                |
| 10   | 6        | 2      | Ji Xinjie           | Cina                 | 1'46"62 | Q                |
| 11   | 5        | 6      | Michail Dovgaljuk   | Russia               | 1'46"72 | Q                |
| 12   | 6        | 3      | Andrew Seliskar     | Stati Uniti          | 1'46"74 | Q                |
| 13   | 6        | 5      | Townley Haas        | Stati Uniti          | 1'46"85 | Q                |
| 14   | 7        | 6      | Clyde Lewis         | Australia            | 1'46"93 | Q                |
| 15   | 7        | 7      | Filippo Megli       | Italia               | 1'46"95 | Q                |
| 16   | 6        | 7      | Maarten Brzoskowski | Paesi Bassi          | 1'47"06 | Q                |
| 17   | 5        | 7      | Breno Correia       | Brasile              | 1'47"26 |                  |
| 18   | 6        | 1      | Jacob Heidtmann     | Germania             | 1'47"38 |                  |
| 19   | 5        | 1      | Velimir Stjepanović | Serbia               | 1'47"40 |                  |
| 20   | 5        | 2      | Naito Ehara         | Giappone             | 1'47"46 |                  |
| 21   | 7        | 8      | Poul Zellmann       | Germania             | 1'47"65 |                  |
| 22   | 7        | 1      | Khader Baqlah       | Giordania            | 1'47"72 |                  |
| 23   | 6        | 8      | Kacper Majchrzak    | Polonia              | 1'48"05 |                  |
| 24   | 4        | 9      | Cristian Quintero   | Venezuela            | 1'48"10 |                  |
| 25   | 7        | 9      | Nils Liess          | Svizzera             | 1'48"29 |                  |
| 26   | 4        | 3      | Kregor Zirk         | Estonia              | 1'48"51 |                  |
| 27   | 2        | 3      | Alexei Sancov       | Moldavia             | 1'48"60 |                  |
| 27   | 7        | 0      | Jordan Sloan        | Irlanda              | 1'48"60 |                  |
| 29   | 5        | 8      | Welson Sim          | Malaysia             | 1'48"61 |                  |
| 30   | 6        | 0      | Denis Loktev        | Israele              | 1'48"76 |                  |
| 31   | 5        | 9      | Lee Ho-joon         | Corea del Sud        | 1'48"89 |                  |
| 32   | 4        | 2      | Mikel Schreuders    | Aruba                | 1'48"92 |                  |
| 33   | 3        | 4      | Erge Gezmis         | Turchia              | 1'49"35 |                  |
| 34   | 4        | 5      | Matthew Stanley     | Nuova Zelanda        | 1'49"36 |                  |
| 35   | 4        | 4      | Alexander Pratt     | Canada               | 1'49"56 |                  |
| 35   | 4        | 6      | Darren Chua         | Singapore            | 1'49"56 |                  |
| 37   | 6        | 9      | Miguel Nascimento   | Portogallo           | 1'49"71 |                  |
| 38   | 3        | 5      | Pit Brandenburger   | Lussemburgo          | 1'50"10 |                  |
| 39   | 2        | 4      | Mokhtar Al-Yamani   | Yemen                | 1'50"18 |                  |
| 40   | 4        | 0      | An Ting-yao         | Taipei cinese        | 1'50"48 |                  |
| 41   | 4        | 8      | Ognjen Marić        | Croazia              | 1'50"84 |                  |
| 42   | 2        | 5      | Michael Gunning     | Giamaica             | 1'51"14 |                  |
| 43   | 4        | 1      | Wesley Roberts      | Isole Cook           | 1'51"25 |                  |
| 44   | 3        | 6      | Eben Vorster        | Sudafrica            | 1'51"70 |                  |
| 45   | 3        | 2      | Marko Kovačić       | Bosnia ed Erzegovina | 1'51"78 |                  |
| 46   | 3        | 9      | Alex Sobers         | Barbados             | 1'51"89 |                  |
| 47   | 3        | 1      | Aflah Prawira       | Indonesia            | 1'51"91 |                  |
| 48   | 3        | 8      | Igor Mogne          | Mozambico            | 1'52"19 |                  |
| 49   | 3        | 0      | Cheuk Ming Ho       | Hong Kong            | 1'52"34 |                  |
| 49   | 3        | 3      | Sajan Prakash       | India                | 1'52"34 |                  |
| 51   | 2        | 1      | Omar Abbas          | Siria                | 1'52"78 |                  |
| 52   | 3        | 7      | Andrew Digby        | Thailandia           | 1'53"01 |                  |
| 53   | 2        | 2      | Jorge Depassier     | Cile                 | 1'53"62 |                  |
| 54   | 2        | 9      | Audai Hassouna      | Libia                | 1'53"74 | Record nazionale |
| 55   | 1        | 5      | Irakli Revishvili   | Georgia              | 1'54"00 |                  |
| 56   | 2        | 8      | Noah Mascoll-Gomes  | Antille Olandesi     | 1'54"20 |                  |
| 57   | 1        | 6      | Kledi Kadiu         | Albania              | 1'55"11 |                  |
| 58   | 2        | 6      | Alireza Yavari      | Iran                 | 1'56"28 |                  |
| 59   | 1        | 3      | Jordan Crooks       | Isole Cayman         | 1'56"33 |                  |
| 60   | 1        | 1      | Yacob Al-Khulaifi   | Qatar                | 1'56"57 |                  |
| 61   | 2        | 0      | Lin Sizhuang        | Macao                | 1'57"37 |                  |
| 62   | 1        | 4      | Matt Galea          | Malta                | 1'58"57 |                  |
| 63   | 1        | 2      | Noel Keane          | Palau                | 2'02"63 |                  |
| 64   | 1        | 7      | Dren Ukimeraj       | Kosovo               | 2'05"29 |                  |
| 65   | 1        | 8      | Mubal Ibrahim       | Maldive              | 2'09"06 |                  |
| -    | 2        | 7      | James Freeman       | Botswana             | dq      |                  |

### Semifinali
| Pos. | Semifinale | Corsia | Atleta              | Nazionalità   | Tempo   | Note |
| ---- | ---------- | ------ | ------------------- | ------------- | ------- | ---- |
| 1    | 1          | 1      | Clyde Lewis         | Australia     | 1'44"90 | Q    |
| 2    | 1          | 4      | Sun Yang            | Cina          | 1'45"31 | Q    |
| 3    | 2          | 2      | Danas Rapšys        | Lituania      | 1'45"44 | Q    |
| 4    | 2          | 3      | Duncan Scott        | Gran Bretagna | 1'45"56 | Q    |
| 4    | 2          | 6      | Katsuhiro Matsumoto | Giappone      | 1'45"56 | Q    |
| 6    | 1          | 6      | Dominik Kozma       | Ungheria      | 1'45"57 | Q    |
| 7    | 2          | 5      | Martin Maljutin     | Russia        | 1'45"60 | Q    |
| 8    | 2          | 8      | Filippo Megli       | Italia        | 1'45"76 | Q    |
| 9    | 1          | 3      | Fernando Scheffer   | Brasile       | 1'45"83 |      |
| 10   | 1          | 2      | Ji Xinjie           | Cina          | 1'45"88 |      |
| 11   | 2          | 4      | James Guy           | Gran Bretagna | 1'45"95 |      |
| 12   | 2          | 7      | Michail Dovgaljuk   | Russia        | 1'46"20 |      |
| 13   | 1          | 5      | Kyle Chalmers       | Australia     | 1'46"21 |      |
| 14   | 2          | 1      | Townley Haas        | Stati Uniti   | 1'46"37 |      |
| 15   | 1          | 7      | Andrew Seliskar     | Stati Uniti   | 1'46"83 |      |
| 16   | 1          | 8      | Maarten Brzoskowski | Paesi Bassi   | 1'47"13 |      |

### Finale
| Pos. | Corsia | Atleta              | Nazionalità   | Tempo   | Note             |
| ---- | ------ | ------------------- | ------------- | ------- | ---------------- |
|      | 5      | Sun Yang            | Cina          | 1'44"93 |                  |
|      | 2      | Katsuhiro Matsumoto | Giappone      | 1'45"22 | Record nazionale |
|      | 1      | Martin Maljutin     | Russia        | 1'45"63 |                  |
|      | 6      | Duncan Scott        | Gran Bretagna | 1'45"63 |                  |
| 5    | 8      | Filippo Megli       | Italia        | 1'45"67 |                  |
| 6    | 4      | Clyde Lewis         | Australia     | 1'45"78 |                  |
| 7    | 7      | Dominik Kozma       | Ungheria      | 1'45"90 |                  |
| -    | 3      | Danas Rapšys        | Lituania      | dq      |                  |